# Point of Know Return (canción)
«Point of Know Return» es una canción de la banda estadounidense de rock progresivo Kansas y se encuentra originalmente en el álbum homónimo que fue publicado en 1977 por Kirshner Records.  Fue escrita por Steve Walsh, Robby Steinhardt y Phil Ehart.  Fue lanzado como el primer sencillo del disco en el mismo año por la misma discográfica.
Este sencillo se convirtió en uno de los temas más exitosos de Kansas, ya que logró entrar en las listas de popularidad en los Estados Unidos, pues fue subiendo escalones hasta llegar al 28.º lugar del Billboard Hot 100 en 1978.  «Point of Know Return» también alcanzó los listados de los sencillos más exitosos de Canadá, de hecho, se ubicó en una mejor posición que en el Billboard Hot 100, haciéndolo en el 13.º puesto de los 100 sencillos más populares de la RPM Magazine,  además de la posición 67.º de la lista de los 10 sencillos más exitosos de 1977 de la misma revista.

## Versiones
Hay diferencias entre las ediciones de «Point of Know Return» según la región o el país, además del año en el que fue publicado. En 1977, Estados Unidos, Canadá, Reino Unido y el resto del mundo fue incluido el tema «Closet Chronicles» en la cara B del vinilo.  Un año después salió a la venta en Alemania y los Países Bajos una versión con una portada distinta y con la canción «Paradox» en el lado B del sencillo.

## Lista de canciones

### Versión internacional de 1977

#### Lado A
| Side one |                        |                                             |               |          |  |
| N.º      | Título                 | Escritor(es)                                | Voz principal | Duración |  |
| 1.       | «Point of Know Return» | Steve Walsh / Robby Steinhardt / Phil Ehart | Steve Walsh   | 3:11     |  |

#### Lado B
| Side one |                     |                       |               |          |  |
| N.º      | Título              | Escritor(es)          | Voz principal | Duración |  |
| 2.       | «Closet Chronicles» | Walsh / Kerry Livgren | Steve Walsh   | 6:30     |  |

### Versión alemana y neerlandesa de 1978

#### Lado A
| Side one |                        |                            |               |          |  |
| N.º      | Título                 | Escritor(es)               | Voz principal | Duración |  |
| 1.       | «Point of Know Return» | Walsh / Steinhardt / Ehart | Steve Walsh   | 3:11     |  |

#### Lado B
| Side one |           |                 |               |          |  |
| N.º      | Título    | Escritor(es)    | Voz principal | Duración |  |
| 2.       | «Paradox» | Walsh / Livgren | Steve Walsh   | 3:49     |  |

## Listas
| Año  | País           | Lista                        | Posición máxima |
| ---- | -------------- | ---------------------------- | --------------- |
| 1977 | Canadá         | RPM Magazine Top 200 of '77  | 67.º            |
| 1978 | Canadá         | RPM Magazine Top 100 Singles | 13.º            |
| 1978 | Estados Unidos | Billboard Hot 100            | 28.º            |